# 이언 하딩
이언 하딩(Ian Harding, 1978년 6월 2일 ~ )은 미국의 배우이다.

## 출연 작품
- 포드 V 페라리 (2019)
- 아 유 스틸 씽잉? (2018)
- 오피스 배틀 로얄 (2018)
- 피플 유 메이 노우 (2017)
- 페일 블루 (2016)
- 프리티 리틀 라이어스 6 (2015)
- 러브 인 뉴욕 (2015)
- 프리티 리틀 라이어스 5 (2014)
- 프리티 리틀 라이어스 4 (2013)
- 프리티 리틀 라이어스 3 (2012)
- 프리티 리틀 라이어스 2 (2011)
- 데드타임 스토리스 2 (2011)
- 프리티 리틀 라이어스 1 (2010)
- 러브 & 드럭스 (2010)
- 어드벤처랜드 (2009)